# الغافة (مسلسل)
الغافة هو مسلسل إماراتي عُرض لأول مرة على تلفزيون أبوظبي (قناة أبوظبي الإمارات) وتم تصويره في إمارة الفجيرة كما تم تصوير بعض المشاهد في المنطقة الغربية ليوا وهو من بطولة الإعلامي حسين العامري والإعلامية رؤى الصبان والنجم سيف الغانم والنجمة ليلى السلمان.

## طاقم العمل

### البطولة
حسين العامري ـ رؤى الصبان ـ ليلى السلمان ـ سيف الغانم ـ بدرية احمد ـ عائشة عبد الرحمن ـ بلال عبد الله_ خالد البناي_ وفاء مكي _ حسن يوسف _عبد الرحمن الملا _ منصور الغساني _ بدور.

### البطولة الثانوية
حمد الحميدي _ علي الشالوبي _خليفة التخلوفة _ عبد الحميد البلوشي _ عبد الله الجفالي_عبدالله راشد_ صوغة _ أيمن الخديم_فضة المحيربي _ شوق.

### ضيوف الشرف
مريم سلطان _ فاطمة جاسم _ سلامة المزروعي _ نيفين ماضي_ مانع المزروعي.

### تمثيل
فهد القبلان- أحمد الحمادي-حمود العويسي-طلال الخديم-مبارك ماشي-شوق علي-مريم الفيصل-مريم جمعة-ادم علي- محمد سالم-يوسف الصغير-علي الجوهري-سعيد النقبي.